# Războiul civil din Rhodesia
Războiul civil din Rhodesia - cunoscut și sub denumirea de Războiul de eliberare a Zimbabweului - a fost un conflict civil purtat între iulie 1964 și decembrie 1979 în Rhodesia. Conflictul a implicat trei părți: minoritatea albă aflată sub conducerea guvernului lui Ian Smith, Armata Africană de Eliberare, aripa militară aUniunii Poporului African Zimbabwe, respectiv Armata Revoluționară a Poporului, aripa militară a Uniunii Naționale Africane Zimbabwe, condusă de Joshua Nkomo.
Războiul și Tratatul Intern care i-a urmat, semnat în 1978 de Smith și Muzorewa, au condus la implementarea votului universal în iunie 1979 și încheierea domniei minorității albe în Rhodesia, redenumită Zimbabwe Rhodesia sub guvernul majoritar de culoare. Totuși, acestă nouă organizare nu a câștigat credibilitate la nivel internațional și nu a fost recunoscută, iar conflictul a continuat. Ambele tabere au eșuat în a obține victoria, însă mai târziu s-a ajuns la un compromis.
Negocierile purtate între guvernul Zimbabwe-Rhodesia, guvernul Marii Britanii și Frontul Patriotic⁠(d) al lui Mugabe și Nkomo au avut loc în Lancaster House, Londra, în decembrie 1979. Aici a fost semnat Tratatul de la Lancaster House. Țara s-a reîntors temporar sub control britanic și noi alegeri au fost organizate sub supravegherea britanicilor și a Comunității Națiunilor în martie 1980. ZANU a câștigat alegerile, iar Mugabe a devenit prim-ministrul statului Zimbabwe pe 18 aprilie 1980 când independența i-a fost recunoscută la nivel internațional.

## Cauze
Cauzele războiului din Rhodesia își au originea în cucerirea regiunii de către Compania British South Africa spre finalul secolului XIX și nemulțumirea liderilor nativi față de impunerea legii străinilor. Britanicii au început să construiască așezăminte în partea de sud a Rhodesiei începând cu anii 1890 și în ciuda faptului că respectiva colonie nu a primit statutul de dominion, coloniștii au fost cei care au guvernat teritoriul după 1923.
În celebrul discurs „Vântul schimbării”, prim-ministrul birtanic Harold Macmillan a dezvăluit noua politica a imperiului prin care numai coloniile africane care se aflau sub domnia majorității să primească statutul de țară independentă. Însă mulți rhodesieni erau îngrijorați de faptul că o astfel de decizie ar putea cauza haos, luând ca exemplu starea fostei colonii belgiene Congo după obținerea independenței.
Dat fiind faptul că Marea Britanie a exclus orice fel de compromis, Rhodesia și-a declarat independența pe 11 noiembrie 1965. Deși aceasta a fost sprijinită de Africa de Sud și Portugalia, care încă administra Mozambicul, nu a beneficiat de recunoaștere diplomatică.
Constituțional, toți locuitorii Rhodesiei - indiferent de rasă - aveau dreptul să voteze, însă acesta era corelat cu deținerea de proprietăți, motiv pentru care multe persoane de culoare nu putea participa. Conform noii constituții redactate în 1969, numai opt din cele 66 de locuri din parlament erau rezervate „noneuropenilor”, cu încă alte opt rezervate căpetenilor.
Dată fiind situația, naționaliștii africani au militat pentru instaurarea domniei persoanelor de culoare, denunțând inegalitatea dintre rase. Două organizații naționaliste rivale au fost înființate în august 1963 - Uniunea Poporului African Zimbabwe (ZAPU) și Uniunea Națională Africană Zimbabwe (ZANU) - ca urmare a dezacordului cu privire la tactici și tribalism, precum și din cauza orgoliilor. ZANU și aripa militară a acestora, ZANLA, erau sub conducerea lui Robert Mugabe și erau formați din membrii tribului Shona. ZAPU și aripa sa militară, ZIPRA, erau formați în mare parte din membrii tribului Ndebele. Aceștia se aflau sub conducerea lui Joshua Nkomo.

### Războiul Rece
Politica din timpul Războiului Rece a influențat conflictul: Uniunea Sovietică a susținut ZIPRA, iar China a susținut ZANLA. Ambele grupuri au luptat pe cont propriu împotriva forțelor rhodesiene, iar în unele cazuri au existat conflicte între cele două. În iunie 1979, guvernul cubanez și cel mozambican au oferit sprijin militar direct Frontul Patriotic, însă Mugage și Nkomo i-au refuzat. Un alt fel de sprijin a venit din partea Coreei de Nord care a organizat antrenamente militare cu militanții zimbabwieni într-o tabără din apropierea capitalei Phenian. Începând din aprilie 1979, 12.000 de luptători de gherilă ai ZANLA erau antrenați în Tanzania, Etiopia și Libia în timp ce 9.500 din cei 13.500 de soldați activau în Rhodesia. Africa de Sud a susținut incognito guvernul rhodesian cu armament și alte materiale.
Susținuți de către Statele Unite și aliații săi occidentali, Frontul Rhodesian (RF) au adoptat o poziție intransigentă față de ideologia comunistă a grupurilor ZIPRA și ZANLA. Ian Smith a accentuat această poziție prin descrierea conflictului drept unul anticomunist. Albii rhodesieni și o parte dintre persoanele de culoare considerau condițiile britanicilor un atac la adresa stilului lor de viață. Fiind conștienți de consecințele redistribuirii comuniste a resurselor după Revolta Mau Mau⁠(d) din Kenya, autoritățile rhodesiene au refuzat aplicarea principiului majorității. Economia și majoritatea teritoriilor se aflau sub controlul albilor, iar ideea confiscării intregrale de către ZIPRA sau ZANLA a acestora au influența decizia guvernului de a păstra status-quoul. Ignorând ceilalți factori care au contribuit la inițierea conflictului, Ian Smith și FR au reușit să-și consolideze relațiile cu Occidentul. Marea Britanie a rămas însă neutră. Diferențele dintre comuniști și anticomuniști au atras conflictul pe teritoriul Rhodesiei. Țările africane vecine - sprijinite cu precădere de Coreea de Nord, China și Uniunea Sovietică - au utilizat materialele primite pentru a organiza atacuri de gherilă împotriva Frontului Rhodesian.
Statele Unite au declarat că nu vor recunoaște Rhodesia ca stat independent și suveran. Totuși, numeroși soldați americani care au luptat în Vietnam s-au alăturat FR. Partidul și-a creat o campanie de promovare cu scopul de a atrage soldați din țările occidentale. Acesta a reușit să convingă aproape 1.400 de soldați bine pregătiți în tactici specifice războaielor de gherilă și în operațiuni speciale⁠(d). Ca urmare a campaniei, forța militară a Rhodesiei a depășit 10.000 de soldați. Soldații americani profesioniști care au intrat în FR au devenit membri de facto ai guvernului rhodesian.
Uniunea Sovietică a investit enorm în războiul civil din Rhodesia în încercarea de a respinge forțele anticomuniste occidentale și de a contesta prezența în regiune a chinezilor. Tehnologia militară sovietică a fost introdusă pe teritoriul zimbabwian, iar din 1979 forțele ZIPRA au început să utilizeze rachete SAM. Fideli strategiei aplicate și în alte țările africane, rușii au oferit opoziției sprijin militar sub formă de armament și pregătire militară, însă acest sprijin a scăzut pe parcursul războiului din cauza problemelor din economia sovietică. Pe lângă asistența oferită de sovietici, Moscova a inițiat o imensă campanie de propagandă prin care exagerau implicarea guvernului Marii Britanii în conflictul din Rhodesia cu scopul de a justifica intervențiile statelor africane. În timp ce URSS a susținut forțele opoziției cu armament și pregătire militară, au refuzat să ia parte la conflict. Pe de altă parte, ajutorul oferit de chinezi celor din ZANLA era limitat. Aceștia s-au concentrat pe parcursul conflictului pe acte de sabotaj și propagandă antioccidentală.

## Beligeranți

### Forțele de Securitate din Rhodesia
În ciuda efectelor resimțite după impunerea sancțiunilor economice și diplomatice, Rhodesia și-a dezvoltat și întreținut o armată profesionistă puternică. În iunie 1977, revista Time menționa că armata rhodesiană este descrisă drept una dintre cele mai bune din lume.
Armata avea un număr relativ mic de soldați, și anume doar 3.400 de trupe în 1970. Numărul lor a crescut însă până în 1978-79 la 10.800 care erau sprijiniți de aproximativ 40.000 de rezerviști. Deși armata rhodesiană dispunea de o mulțime formată din soldați profesioniști albi (iar unele unități precum SAS-ul Rhodesian⁠(d) și Infanteria Rhodesiană⁠(d) erau alcătuite doar din albi), în 1978-79 armata era formată în mare parte din soldați de culoare.
Rezerviștii, spre deosebire de aceștia, erau majoritari albi, iar spre finalul războiului numărul celor mobilizați era în creștere din cauza numărului mare de dezertori. Armata era sprijinită de poliția sud-africană⁠(d) care cuprindea între 8.000-11.000 de indivizi (majoritatea de culoare) și 19.000-35.000 de rezerviști (majoritatea albi).
În timpul conflictului au fost organizate operațiuni militarede amploare atât de către armata rhodesiană, cât și de către unitățile de elită ale acesteia precum Selous Scouts⁠(d) și SAS-ul Rhodesian. Aceasta îngloba și regimente formate preponderent din soldați de culoare precum Rhodesian African Rifles⁠(d). Pe parcursul războiului, numărul rezerviștilor mobilizați era în creștere pentru a suplimenta numărul soldaților profesioniști și a voluntarilor din străinătate.
În ciuda embargoului⁠(d) impus, armata rhodesiană era bine echipată. Arma standard a infanteriei era pușca belgiană FN FAL⁠(d) produsă în Africa de Sud sub licență și pușca Heckler & Koch G3⁠(d) livrată de Portugallia. Rezerviștii și poliția rhodesiană utilizau versiunea britanică L1A1 (SLR) al FAL și pușca cu repetiție Lee-Enfield. Alte arme prezente pe front erau pușca-mitralieră Bren LMG⁠(d) cu calibrele .303 și 7.62mm NATO, pistolul-mitralieră Sten⁠(d), Uzi, pistolul Browning Hi-Power⁠(d), pușca M16, FN MAG (FN MAG58), mortiere L16 81mm⁠(d) și mine de teren M18 Claymore⁠(d). După declararea independenței, Rhodesia a devenit dependentă de Africa de Sud, a început să producă arme și echipament, respectiv să fie implicată în operațiuni de contrabandă.
Forțele Aeriene Rhodesiene⁠(d) (RhAF) dispuneau de o varietate de echipamente și aveau ca rol asigurarea sprijinului aerian pentru trupele terestre, reprezentând un avantaj imens în fața trupelor de gherilă. Flota era formată în mare parte din avioane britanice, respectiv avioane scoase din circulație precum avionul de transport militar Douglas C-47⁠(d)și de Havilland Vampire⁠(d). Din cauza embargoului, armata rhodesiană nu a reușit să obțină piese de schimb și a fost nevoită să recurgă la alte opțiuni pentru a-și repara avioanele. Pe lângă antrenamente, Forțele Aeriene ale Africii de Sud au contribuit cu avioane și personal aeronautic începând din 1966. Flota rhodesiană includea și echipamente moderne precum Hawker Hunter⁠(d), bombardiere Canberra⁠(d), Cessna Skymaster⁠(d) și elicoptere Aérospatiale Alouette III (SA316). Acestea din urmă au fost înlocuite mai târziu cu elicoptere Augusta Bell 205⁠(d). Abia spre finalul războiului s-a reușit introducerea unor elicoptere Augusta Bell UH-1 Iroquois⁠(d) în țară.
La începutul războiului, o mare parte din tehnologia militară a Rhodesiei era fabricată de Marea Britanie sau de Comunitatea Națiunilor, însă pe parcursul conflictului au fost obținute echipamente noi - precum autoblindatele Eland⁠(d) - din Africa de Sud. Câteva tancuri T-55 fabricate în Polonia pentru Idi Amin au fost preluate de forțele sud-africane și redirecționate spre Rhodesia în ultimul an al războiului. De asemenea, în Rhodesia erau fabricate numeroase vehicule rezistente la mine MRAP⁠(d) utilizând componente de Unimog, Land Rover și Bedford, precum și copii ale transportatorului blindat UR-416⁠(d).
Guvernul rhodesian a împărțit țara în opt zone operaționale: Frontiera de Nord-Vest (Operațiunea Ranger), Frontiera de Est (Operațiunea Thrasher), Frontiera de Nord-Est (Operațiunea Uragan), Frontiera de Sud-Est (Operațiunea Repulse), Midlands (Operațiunea Grapple), Kariba (Operațiunea Splinter), Matabeleland (Operațiunea Tangent), Salisbury și Districtul („SALOPS”). 

### Forțele de gherilă
Două grupuri armate importante au intrat în dezacord cu guvernul condus de Ian Smith: Armata de Eliberare Națională a Zimbabwe (ZANLA), aripa militară a Uniunii Naționale Africane Zimbabwe⁠(d) (ZANU), și Armata Revoluționară a Poporului Zimbabwue (ZIPRA), aripa militară a Uniunii Poporului African Zimbabwe⁠(d) (ZAPU). Cele două mișcări rivale au încercat să câștige sprijinul localnicilor, să recruteze luptători din rândul acestora și să hărțuiască administrația și civilii albi. În lupta pentru obținerea acestui sprijini, ZANLA și ZIPRA au intrat în conflict de nenumărate ori, majoritatea luptelor având loc în mediul rural.

## Evenimente antebelice

### Nesupunere civică (1957-1964)
În septembrie 1956, transportul în comun din Salisbury a fost scumpit atât de mult încât muncitorii cheltuiau între 18% și 30% din salarii pe transport. Ca răspuns la această scumpire, City Youth League au boicotat autobuzele companiei și au reușit să prevină modificarea prețului biletelor. Pe 12 septembrie 1957, membrii aceleiași ligi și acuma defunctul ANC au înființat Congresul Național Africa din Rhodesia de Sud sub conducerea lui Joshua Nkomo. Administrația Whitehead a interzis partidul în 1959 și a arestat 307 membri, exceptându-l pe Nkomo care era plecat din țară, pe 29 februarie în cadrul Operațiunii Sunrise.

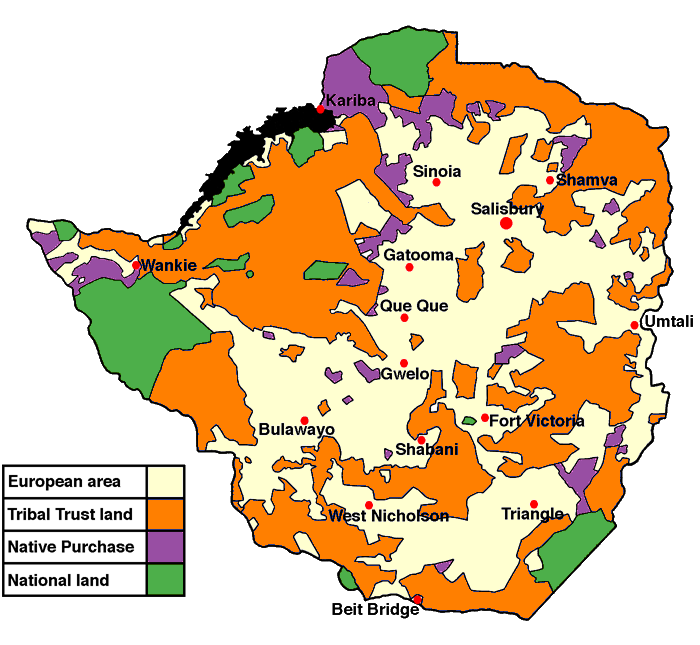
În 1962, Rhodesia era împărțită aproape egal între persoanele de culoare (portocaliu și purpuriu) și albi (galben). Partidul aflat la conducere își dorea abolirea acestor granițe, cu excepția teritoriilor rezervate triburilor (portocaliu).

Nkomo, Mugabe, Herbert Chitepo și Ndabaningi Sithole au înființat Partidul Național Democrat în ianuarie 1960. Nkomo a devenit liderul acestuia în octombrie. O delegație PND a participat la convenția constituțională din ianuarie 1961. Deși Nkomo a susținut la început constituția, și-a schimbat opinia după o discuție cu ceilalți lideri. Guvernul a interzis PND în decembrie 1961 și i-a arestat liderii cu excepția lui Nkomo care era din nou plecat din țară. Acesta din urmă a înființat ZAPU, alt partid interzis de către administrația Whitehead în septembrie 1962.
Partidul Federal Unit, aflat la putere încă din 1934, reprezenta interesele comerciale și agricole la Rhodesiei de Sud. Acesta a contestat alegerile generale din 1962 deoarece reprezentanții își doreau o „parteneriat” rasial și considerau că toată legislația discriminatorie ar trebui imediat abrogată. Conform Land Apportionment Act, existau teritorii care putea fi cumpărate doar de persoanele de culoare, teritorii care puteau fi cumpărate doar de albi și teritorii care puteau fi cumpărate de ambele rase.
Aproape 45% din țară era împărțită în acest mod; alte 45% cuprindeau teritoriile rezervate triburilor native. Aici, căpeteniile locale aveau libertatea de a se autoguverna asemenea indienilor din rezervațiile ameridiene. Teritoriile rămase erau descrise drept terenuri aflate în administrația statului.
După ce partidul a pierdut o mare parte din sprijinul populației, acesta a pierdut alegerile din 1962 în fața noului partidul conservator Frontul Rhodesian; cei din urmă nu erau de acord cu transferul puterii în mâinile majoritarilor. Winston Field a devenit prim-ministru, iar Ian Smith vice prim-ministru. Nkomo, căruia i-a fost interzisă formarea altui partid, a mutat ZAPU în Dar es Salaam, Tanzania.
În iulie 1963, Nkomo i-a suspendat pe Ndabaningi Sithole, Robert Mugabe, Leopold Takawira și Washington Malianga pe motiv că aceștia nu-l mai doreau în funcția de conducere. Pe 8 august, au anunțat că înființează Uniunea Națională Africană Zimbabwe. Membrii ZANU au format o aripă militară - intitulată ZANLA - a cărei soldați primeau pregătire militară în Republica Populară Chineză.

## Desfășurarea războiului

### Etapa întâi (1964-1972)
Pe 4 iulie 1964, revoluționarii ZANU au pus la cale o ambuscadă în care au ucis un supraveghetor al Companiei Silverstreams Wattle pe nume Pieter Johan Andries (Andrew) Oberholzer. Uciderea acestuia a avut un impact durabil asupra micii comunități. Administrația Smith i-a reținut pe liderii ZANU și ZAPU în august 1964. Liderii importanți închiși erau Ndabaningi Sithole, Leopold Takawira, Edgar Tekere, Enos Nkala și Maurice Nyagumbo. Singurii lideri ai ZANLA Dare ReChimurenga rămași în libertate erau Josiah Tongogara și Herbert Chitepo. Stabiliți în Zambia și mai târziu în Mozambic, insurgenții au început să organizeze atacuri împotriva Rhodesiei.
Conflictul s-a intensificat după ce Rhodesia și-a declarat independența față de Marea Britanie pe 11 noiembrie 1965. Sancțiuni economice au fost impuse de către aceștia și susținute de statele membre ale Organizației Națiunilor Unite. Embargoul a îngreunat achiziționarea de echipament modern, însă guvernul Rhodesiei a reușit să obțină ajutor militar - e.g. petrol, muniție și arme - de la guvernul Africii de Sud. Materialele militare au fost obținute și prin intermediul unor scheme elaborate de contrabandă, producție proprie și prin capturarea soldaților inamici infiltrați pe teritoriul țării.
Cinci luni mai târziu, pe 28 aprilie 1966, forțele armate ale Rhodesiei au inițiat primul conflict din cadrul războiului: luptele de la Chinhoyi. Șapte membri ai ZANLA au fost uciși; ca răspuns, supraviețuitorii au ucis doi civili la ferma lor de lângă Hartley trei săptămâni mai târziu.
În perioada dominației portugheze a Mozambicului, până în 1974-1975, Rhodesia a reușit să-și apere granița cu Zambia destul de ușor și să prevină intrarea pe teritoriul țării a numeroase gherile. A construit barieră de protecție de-a lungul fluviului Zambezi, de la lacul Kariba până la granița Mozambicului. De-a lungul acesteia au fost stabilite mai multe tabere, fiecare fiind formată dintr-un grup de 30 de militari și poziționată la un interval de 8 km una de cealaltă. Acestea erau sprijinite de trupe de intervenție rapidă. Din 1966 până în 1970, 175 de revoluționari și-au pierdut viața aici în conflictele militare cu soldații rhodesieni; cei din urmă au pierdut 14 militari. Luptele au fost din ce în ce mai rare până în 21 decembrie 1972 când ZANLA a inițiat atacul de la ferma Altena în nord-estul Rhodesiei. Ca răspuns, rhodesienii au pus la cale un plan prin care urmau să atace bazele din străinătate ale naționaliștior.

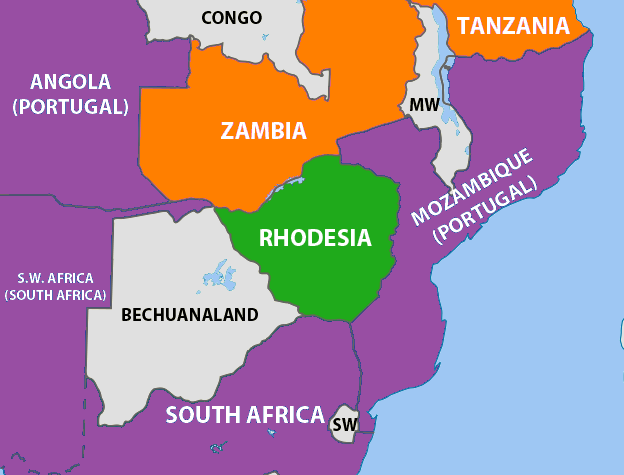
Situația politică la momentul declarării independenței (11 noiembrie 1965). Rhodesia este colorată cu verde, țările care susțineau naționaliștii de culoare sunt colorate în portocaliu, iar țările care susțin guvernul rhodesian sunt colorate în purpuriu.

Operațiuni secrete de infiltrare pe teritoriul statelor vecine conduse de către forțele aeriene rhodesiene au început la mijlocul anilor 1960. Totuși, trei săptămâni după atacul de la ferma Altena, ZANLA a ucis doi civili și a răpit un al treilea; acesta din urma a fost adus în Mozambic și apoi în Tanzania. Ca răspuns la aceste acțiuni, trupele SAS (Special Air Service) au intervenit în Mozambic cu acordul administrației portugheze. Guvernul Rhodesiei a început să permită un număr din ce în ce mai mare de operațiuni militare în afara propriului teritoriu.
În prima etapă a conflictului (până la finalul anului 1972), poziția politică și militară a Rhodesiei era puternică. Raidurile gherilelor naționaliste nu ridicau probleme. La începutul anilor 1970, principalele două grupuri naționaliste erau măcinate de conflicte interne, ajutoarele primite din partea Organizației Unității Africane a fost temporar suspendată în 1971 și 129 de revoluționari au fost alungați din Zambia după ce s-a suspectat că ar fi complotat împotriva președintelui Kenneth Kaunda.
Eforturile Marii Britanii de a izola economic Rhodesia nu au avut efectul scontat asupra deciziilor guvernului Smith. Spre finalul anului 1971, guvernul britanic și rhodesian au negociat o înțelegere politică care era compatibilă cu ideea guvernului Smith de a amâna pe o perioadă nedeterminată aplicarea principiului majorității. În ciuda discuțiilor, aplicarea unei astfel de măsuri nu era dorită de majoritatea populației africane din Rhodesia, motiv pentru care acordul nu s-a concretizat.
În 1971, Rhodesia s-a alăturat Alcora Exercise, o alianță militară secretă a sudul african, înființată oficial în 1970 de Portugalia și Africa de Sud. Alcora a întărit cooperarea politică și militară dintre cele trei țări unite împotriva insurgenților din Rhodesia, Angola, Mozambic și Africa de sud-vest, precum și împotriva țărilor ostile acestora.
Totuși, după ce domnia portughezilor în Mozambic a încetat, o noua forță din regiune a început să pună presiune militară și politică asupra guvernului rhodesian cu privire la aplicarea principiului majorității.

### Etapa a doua (1972-1979)
Naționaliștii de culoare au continuat să opereze din tabere izolate din Zambia și din zonele controlate de FRELIMO în colonia portugheză Mozambic, angajându-se în raiduri periodice pe teritoriul Rhodesiei. Începând cu 1973, activitățile gherilelor s-au intensificat ca urmare a atacului de la ferma Altena, în special în partea de nord-est a țării unde părți din populația africană au fost evacuate din zona granițelor, iar pregătirea militară obligatorie pentru populația albă a fost extinsă la un an. Deoarece conflictul escalada, procesul de încorporare a fost modificat încât să include toți bărbații cu vârste cuprinse între 38 și 50 de ani. Niciun bărbat alb de 17 ani nu avea voie să părăsească țara.
În aprilie 1974, Revoluția Garoafelor din Portugalia vestea sfârșitul domniei portugheze în Mozambic. Un guvern de tranziție a fost format în câteva luni și Mozambicul a devenit o țară independentă sub conducerea FRELIMO pe 25 iunie 1975. Astfel de evenimente s-au dovedit a fi extrem de benefice pentru ZANLA și dezastruoase pentru rhodesieni, adăugând încă 1.300 km de graniță ostilă. Odată cu decăderea imperiului colonial portughez, Ian Smith a conștientizat că Rhodesia era înconjurată din trei părți de state ostile și a declarat stare de urgență. Mai târziu, Mozambicul și-a închis granițele, deși asta nu a împiedicat forțele rhodesiene să intre pe teritoriul țării în timpul unor raiduri „rapide”, atacând naționaliștii și taberele acestora, respectiv forțele de securitate mozambicane.
Între 1975-1976, era evident că suspendarea aplicării principiului majorității pe o perioadă nedeterminată - nucleul strategiei guvernului Smith încă de la declararea independenței - nu mai reprezenta o idee viabilă. Până și sprijinul Africii de Sud pentru Rhodesia era în scădere. Susținerea cu echipamente militare și combustibili a fost limitată, iar personalul trimis la începutul conflictului a fost retras, inclusiv o poliție de frontieră care ajuta la protejarea graniței dintre Zambia și Rhodesia.
În 1976, serviciul militar activ a fost extins la 18 luni, modificarea fiind aplicată imediat. Soldații albi care și-au îndeplinit serviciul militar și erau trecuți în rezervă erau deseori rechemați la datorie. Mai mult, Rhodesia a recrutat persoane de culoare pentru serviciul militar; începând cu 1976, jumătate din armata Rhodesiei era formată din bărbați de culoare. Deși unii au pus sub semnul întrebării loialitatea acestora, guvernul rhodesian a susținut că nu are îndoieli față de loialitatea acestora și plănuia să pregătească și ofițeri. Legislația care permitea recrutarea persoanelor de culoare a fost introdusă în 1979, însă puțini s-au înrolat. De asemenea, Rhodesia a recrutat și voluntari străini precum Crippled Eagles și 7 Independent Company.

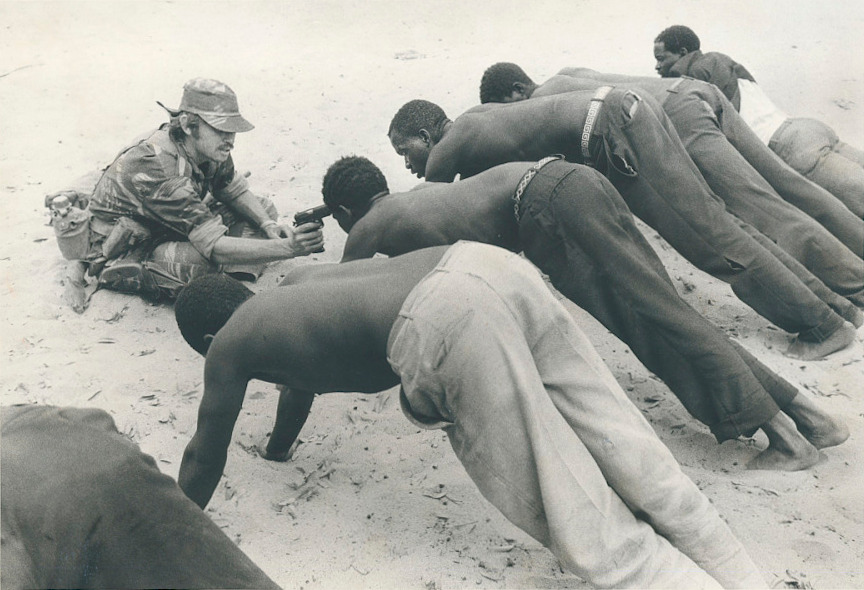
Un soldat rhodesian interoghează sătenii din apropierea graniței cu Botswana în 1977.

Spre finalul anului 1976, Ian Smith a acceptat condițiile elementare ale compromisului propus de secretarul de stat al SUA Henry Kissinger cu privire la introducerea principiului majorității în următorii doi ani. Guvernul Smith a încercat să negocieze un acord acceptabil cu liderii moderați ai africanilor și să păstreze în același timp influența albilor în zona cheie. Concomitent, armata Rhodesiei a încercat să întârzie pe cât posibil sporirea puterii militare a ZANLA și ZIPRA până la obținerea unui acord politic acceptabil.

#### Utilizarea armelor chimice și biologice
Intensificarea conflictului a determinat forțele armate rhodesiene să-și construiască propriul program de arme chimice și biologice (CBW) cu scopul de a elimina atât gherilele din Rhodesia, cât și pe cele din taberele zambiene și mozambicane. Eforturile au fost împărțite pe trei etape. Prima etapă a inclus eliminarea gherilelor care acționau pe teritoriul Rhodesiei cu ajutorul proviziilor contaminate oferite acestora printr-un intermediar sau furate de aceștia din magazinele rurale.
În a doua etapă, s-a contaminat apa de-a lungul rutelor utilizate de gherile pentru infiltrarea în Rhodesia, forțându-le fie să călătorească prin regiuni aride pentru a obține mai multă apă, alegere care i-ar fi expus la riscuri, fie să treacă prin zone patrulate de forțele de securitate. Într-un final, rhodesienii au încercat să-i slăbească pe revoluționari prin otrăvirea alimentelor, băuturilor și medicamentelor depozitate în taberelor lor din Mozambic.
Chimicalele utilizate în programul Rhodesiei au fost parathion (un insecticid organofosforic) și taliu (un metal greu prezent în rodenticide). Agenții biologici selectați de către rhodesieni au fost Vibrio cholerae (bacteria care cauzează holera) și posibil Bacillus anthracis (care cauzează antrax). De asemenea, aceștia au mai utilizat Rickettsia prowazekii (care cauzează tifos exantematic) și Salmonella typhi (care cauzează febră tifoidă), respectiv toxine precum toxina botulinică și ricină.

#### Atacul din Nyadzonya
Armata rhodesiană și-a chemat rezerviștii pentru o operațiune militară majoră pe 2 mai 1976. Pe 9 august 1976, regimentul Selous Scouts, cu ajutorul foștului comandant ZANLA Morrison Nyathi, au atacat o tabără ZANLA cu 5.000 de revoluționari și câteva sute de refugiați la Nyadzonya în Mozambic. Regimentul, format din 72 de soldați, au îmbrăcat uniforme FRELIMO și și-au deghizat vehiculele - și-au pus numere de înmatriculare FRELIMO și le-au vospit în culorile partidului. Soldații albi purtau măști de ski de culoare neagră. Aceștia au trecut granița în Mozambic la 00:05 pe 9 august și s-au îndreptat spre tabără, trecând pe lângă câteva santinele FRELIMO fără ca acestea să bănuiască ceva.
Când au ajuns în tabăra ZANLA la 08:25, cele șase gărzi ZANLA i-au lăsat să intre, iar vehiculele rhodesienilor au fost poziționate lângă zona de antrenament unde erau stabilite aproaximativ 4.000 de naționaliști. Când totul a fost pregătit, un soldat rhodesian a anunțat prin difuzorul mașinii, în Shona, „Zimbabwe tatora” (în traducere „am preluate Zimbabweul”) și Nyathi a suflat într-un fluier prin care-și anunța militarii să se pregătească de luptă.
Odată poziționați în jurul vehiculelor, regimentul a deschis focul și a continuat să tragă până în momentul în care nu mai exista mișcare în zona de antrenament. După această operațiune, trupele s-au întors în Rhodesia. Mai mult de 300 de insurgenți ZANLA au fost uciși de către aceștia, iar patru Selous Scouts au fost ușor răniți. Aceste numere au fost conformate într-un raport oficial al ZANLA, deși atât ZANLA, cât și ZIPRA au declarat că Nyadzonya era o tabără de refugiați.
Mai târziu, pe 7 octombrie 1976, revoluționarii au distrus un pod feroviar de peste râul Matetsi în timp ce un transport de minereu îl traversa.

#### Escaladarea conflictului (1977)
Începând din 1977, războiul s-a extins în toată țara. ZANLA a continuat să opereze din Mozambic și a continuat să influențeze poporul Mashona din centrul și estul Rhodesiei. Între timp, ZIPRA și-a centrat activitatea în partea de nord și vest, utilizând bazele din Zambia și Botswana și primind sprijin din partea triburilor Ndebele. Odată cu escaladarea războiului, gherilele au devenit mai pregătite, organizate și înarmate cu echipament militar modern; deși majoritatea nu aveau pregătire ilitară, un număr mare de soldați au fost pregătiți în blocul comunist și alte țări susțineau cauza acestora.

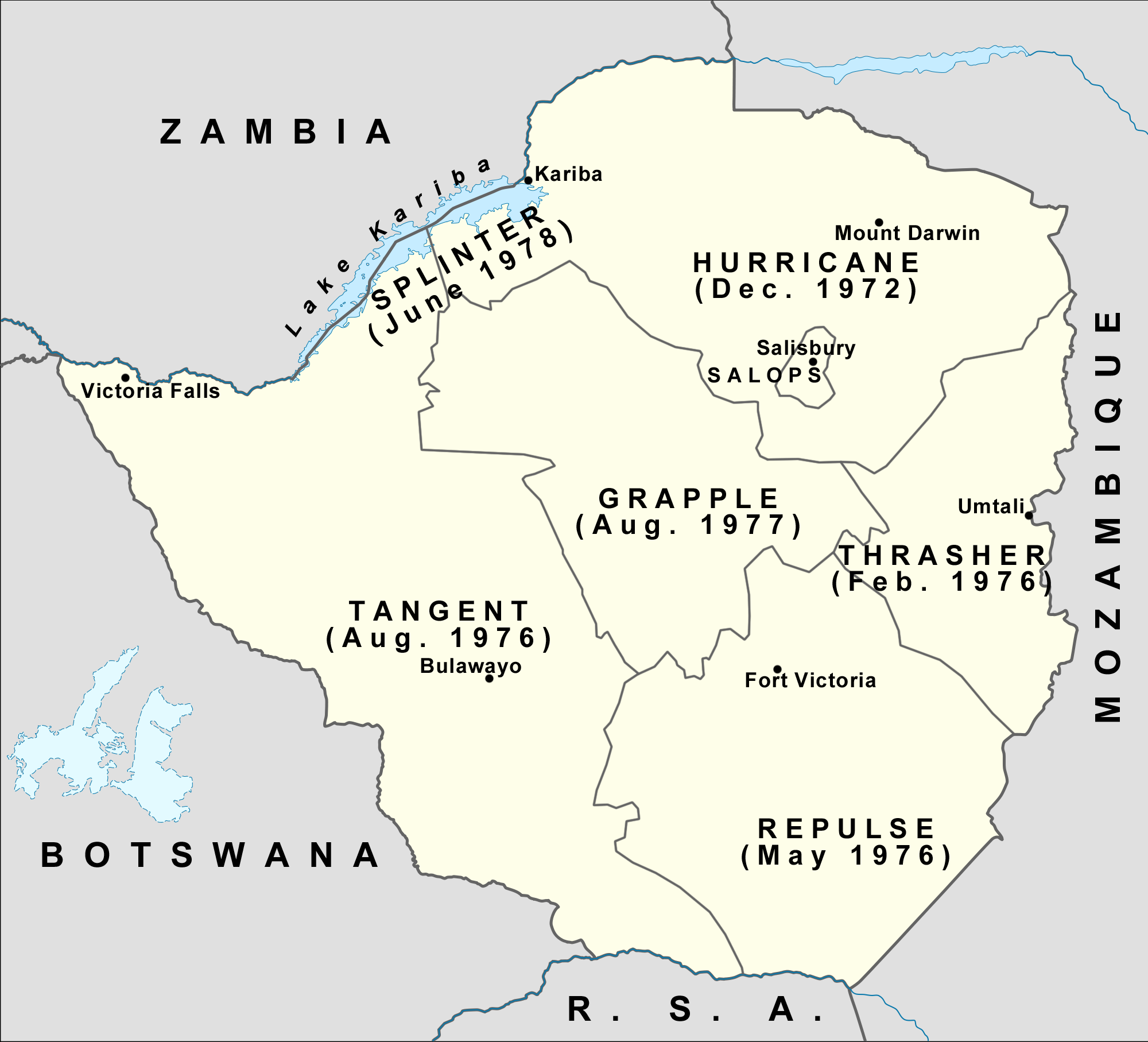
Hartă cu zonele în care operau forțele armate ale Rhodesiei pe parcursul conflictului.

Pe 3 aprilie 1977, generalul Peter Walls a anunțat că guvernul va lansa o campanie prin care urmărește să câștige „inimile și mințile” cetățenilor de culoare din Rhodesia. În mai, lui Walls i s-a adus la cunoștință că trupele ZANLA se adunau în orașul Mapai din provincia Gaza din Mozambic. Prim-ministrul Smith i-a permis lui Walls să distrugă baza acestora.
Pe 30 mai 1977, în timpul operațiunii Aztec, 500 de soldați au trecut granița Mozambicului și au călătorit 100 km către Mapai. Aceștia erau sprijiniți de forțele aeriene și de către parașutiști în C-47 Dakotas. Guvernul Rhodesiei a declarat că militarii au ucis 32 de soldați ZANLA, iar un pilot rhodesian și-a pierdut viața. Guvernul mozambican a pus la îndoială raportul, menționând că a doborât trei avioane și un elicopter, respectiv a luat câțiva soldați prizonieri; afirmațiile au fost negate de către ministrul Roger Hawkins.
Kurt Waldheim, secretarul general al Națiunilor Unite, a condamnat incidentul din 1 iunie, iar Walls a anunțat în următoarea zi că armata Rhodesiei va ocupa Mapai până când prezența ZANLA va fi eliminată. Concomitent, guvernele american, britanice și sovietice au condamnat raidul. Mai târziu, aceștia și-au retras trupele din zona. Consiliul de Securitate al ONU a denunțat incursiunea „regimului minoritar rasist și ilegal în sudul Rhodesiei” în Rezoluția 411 pe 30 iunie 1977.
Revoluționarii au bombardat un magazin Woolworths în Salisbury (astăzi Harare) pe 6 august 1977; ca urmare a atacului, 11 persoane și-au pierdut viața și 70 au fost rănite. De asemenea, 16 civili de culoare au fost uciși în estul Rhodesiei pe 21 august, casele acestora fiind incendiate. În noiembrie 1977, ca răspuns creșterea numărului de gherile ZANLA în Mozambicul, armata Rhodesiei a lansat Operațiunea Dingo, un raid militar major asupra taberelor din Chimoio și Tembue în Mozambic. Atacul a durat trei zile, între 23 și 25 noiembrie 1977. Cu toate că aceste operațiuni au cauzat mii de victime în rândul membrilor ZANLA, afectând probabil incursiunile gherilelor pe teritoriul Rhodesiei în următoarele luni, conflictele militare s-au intensificat și au continuat și în următorul an.
Cu scopul de a slăbi influența FRELIMO în Mozambic, serviciile secrete rhodesiene au creat și susținut financiar o mișcare de insurgență în interiorul Mozambicului. Acest grup de gherila, cunoscut drept RENAMO, lupta cu FRELIMO în timp ce armata rhodesiană lupta cu ZANLA pe teritoriul Mozambicului
În mai 1978, 50 de civili au fost uciși în schimbul de focuri dintre militanții marxiști și militarii rhodesieni, cel mai mare număr de civil uciși într-o operațiune militară până în acel moment. În iulie, membrii Frontului Patriotic au ucis 39 de civili de culoare, iar guvernul rhodesian a ucis 106 naționaliști. Pe 4 noiembrie 1978, Walls a declarat că 2.000 de militanți ai Frontului Patriotic au fost convinși să dezerteze și să lupte pentru armata Rhodesiei. În decembrie 1978, o unitate militară ZANLA s-au infiltrat în periferiile orașului Salisbury, de unde au atacat cu rachete și dispozitive incendiare principalul depozit de petrol. Rezervoarele au ars timp de cinci zile, fumul produs fiind vizibil de la 130km depărtare. Jumătate de milion de barili de produse petroliere - un sfert din combustibilii țării - au fost distruse.
În 1978, 450 de soldați ZANLA au intrat în Mozambic și au atacat orașul Umtali. La momentul respectiv, ZANU a precizat că militanții erau femei, o chestiune neobișnuită, însă în 1996 Joyce Muyuru declara ca majoritatea celor implicați erau bărbați, iar ZANU a născocit povestea cu scopul de a-i convinge pe occidentali că existau femei implicate în conflict. Ca răspuns la aceste fapte, armata Rhodesiei a bombardat tabăra gherilelor de pe teritoriul Mozambicului cu ajutorul unor avioane Canberra B2 și Hawker Hunter, fiind în același timp sprijiniți de avioane ale armatei Africii de Sud. O serie de atacuri comune asupra taberelor inamice din Mozambic și Zambia au fost inițiate în 1978.

#### Avioane doborâte

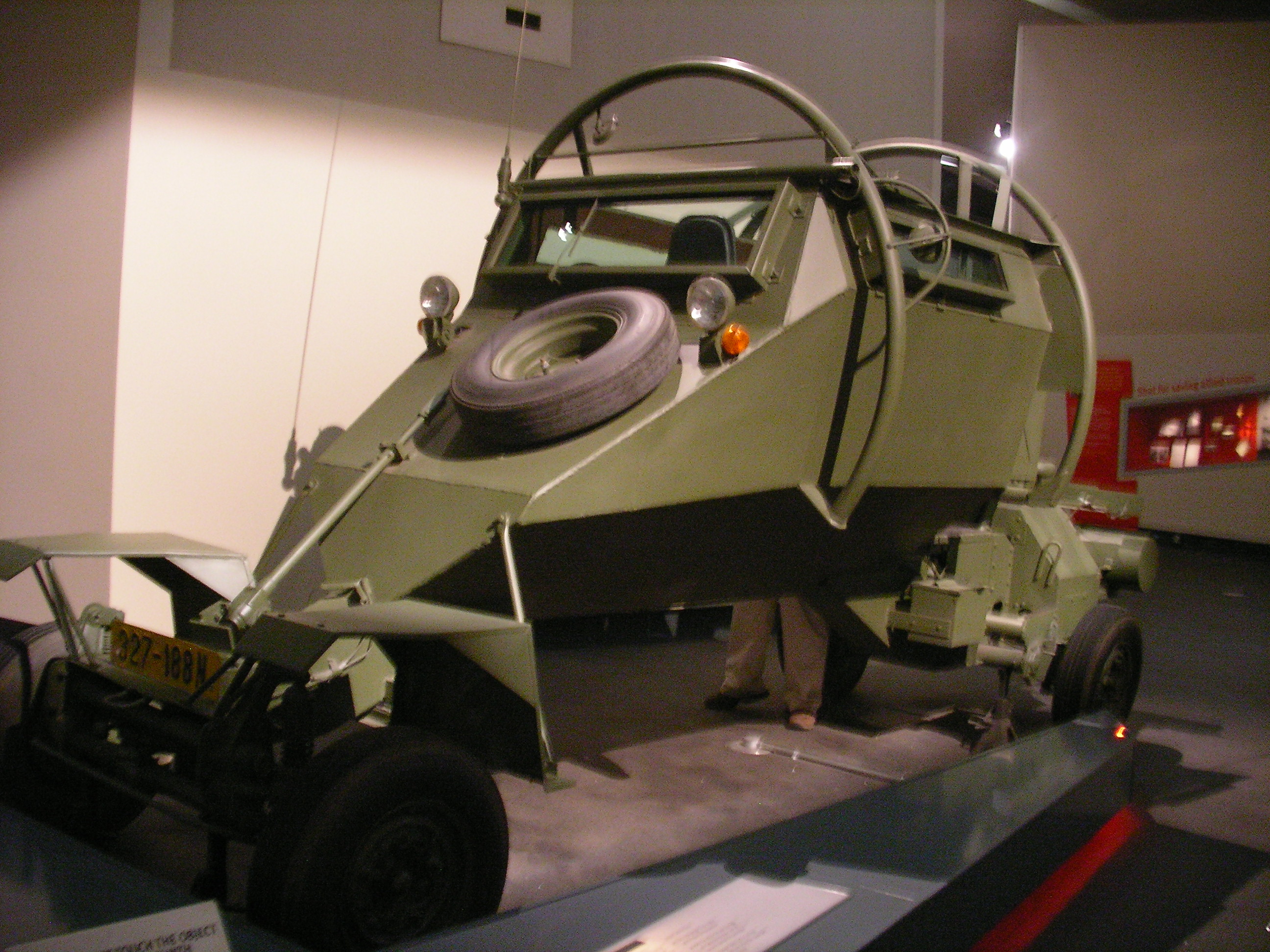
Leopard APC, vehicul rezistent la mine, proiectat și construit în Rhodesia spre finalul anilor 1970. Exponatul de față face parte din colecția Imperial War Museum North din Manchester, Marea Britanie.

Operațiunile externe ale Rhodesiei s-au extins în Zambia după ce naționaliștii lui Nkomo au doborât două aeronave civile Vickers Viscount cu sistemul sovietic 9K32 Strela-2. Stabiliți în apropiere de aeroportul Kariba, trupele ZIPRA au doborât două avioane de pasageri: pe 3 septembrie 1978 - Air Rhodesia Flight 825 - și un altul pe 12 februarie 1979 - Air Rhodesia Flight 827. În cazul primului incident, optsprezece civili au supraviețuit prăbușirii; o jumătate de oră mai târziu, nouă membri ZIPRA s-au prezentat la fața locului, au adunat oamenii încă prezenți la fața locului, i-au jefuit și apoi i-au ucis. Nkomo și-a asumat responsabilitatea pentru atac și a discutat despre acesta la BBC. În cazul celui de-al doilea atac, toate cele 59 de persoane aflate la bord și-au pierdut viața.
Ca răspuns la doborârea zborului 825 în septembrie 1978, forțele aeriene rhodesiene au atacat baza gherilelor ZIPRA stabilite la ferma Westland lângă Lusaka în octombrie 1978. Trupele zambiene au fost atenționate prin radio să nu intervină.

#### Presiune militară
Problemele s-au intensificat în 1979 când forțele ZIPRA și ZANLA din interiorul Rhodesiei cuprindeau cel puțin 12.500 de soldați și era evident că intrau în țară mult prea mulți insurgenți, depășind capacitatea forțelor rhodesiene de a le ține piept acestora. Mai mult, 22.000 de luptători ZIPRA și 16.000 ZANLA nu au fost implicate în operațiuni, fiind stabiliți în afara țării. Forțele ZIPRA, sub conducerea lui Joshua Nkomo, se pregăteau în Zambia pentru o invazie convențională a Rhodesiei.
Acțiunile ZIPRA și ZANLA au contribuit la accelerarea emigrației persoanelor de origine europeană. Acest fapt nu doar că a contribuit la scăderea moralului populației albe, ci a și scăzut numărul rezerviștilor disponibili pentru forțele armate și cele ale poliției. Între timp, probleme economice au început să apară din cauza războiului; produsul intern brut al Rhodesiei a scăzut treptat spre finalul anilor 1970.
Din punct de vedere politic, rhodesienii își puneau speranțe în acordul politic „intern” care s-a negociat cu naționaliștii africani moderați în 1978. Această înțelegere a condus la constituirea statului Zimbabwe-Rhodesia sub o nouă constituție în 1979.

#### Acordul intern
Conform noului acord din martie 1978, țara a fost redenumită Zimbabwe-Rhodesia și alegeri generale au fost organizate. Pe 24 aprilie 1979, episcopul Abel Muzorewa a devenit primul prim-ministru de culoare al țării. Pe 1 iunie 1979, Josiah Zion Gumede a devenit președinte. Acordul intern a lăsat controlul armatei, poliției, serviciilor sociale și juridice în mâinile minoritarilor albi și le asigurau acestora o treime din locurile parlamentare. Altfel spus, înțelegerea a împărțit puterea între albi și negri. Fracțiunile conduse de Nkomo și Mugabe au descris noul guvern drept o marionetă a albilor rhodesieni și au continuat să lupte. Speranța că acordul intern și noua țară va fi recunoscută de către noul guvern conservator a lui Margaret Thatcher nu s-a materializat după intrarea acestuia la putere în mai 1979. În ciuda faptului că s-au eliminat sancțiunile economice pentru Zimbabwe-Rhodesia, administrația președintelui Jimmy Carter a refuzat să recunoască tratatul.
Prim-ministrul Thatcher, care-i considera pe liderii ZANLA și ZIPRA drept teroriști și considera semnarea acordul intern un semn pozitiv, era pregătit să susțină un alt compromis dacă acesta ar fi condus la încheierea conflictului. Marea Britanie nu și-a dorit să recunoască acord pe motiv că ar putea să distrugă unitatea din interiorul Commonwealth-ului. Așadar, spre finalul anului 1979, guvernul Thatcher a organizat o conferință de pace în Londra la care toți liderii naționaliști au fost invitați.
Primul efect al acestei conferințe a fost Acordul de la Lancaster House. În timpul conferinței, guvernul Zimbabwe-Rhodesia a acceptat o modificare a tratatului din 1978 în timp ce Mugabe și Nkomo au fost de acord cu încheierea conflictului în schimbul unor noi alegeri în care să poată participa. Sancțiunile economice impuse Rhodesiei au fost ridicate spre finalul lui 1979, iar țara a intrat temporar sub control britanic până la organizarea alegerilor. Conform constituției statului Zimbabwe-Rhodesia, (amendamentul nr. 4) actul 1979 din 11 decembrie 1979, țara a revenit formal la statutul de colonie. Parlamentul s-a exclus singur de la putere, iar Christopher Soames a fost numit de către guvernul britanic să conducă țara ca guvernator; acesta a ajuns în Salisbury pe 12 decembrie să preia atribuțiile președintelui Gumede. Pe 21 decembrie 1979, s-a anunțat încetarea focului. Alegeri au fost programate pentru începutul anilor 1980. Marea Britanie, alături de Australia, Fiji, Kenya și Noua Zeelandă au trimis personal care să pregătească țara în perioada de tranziție.

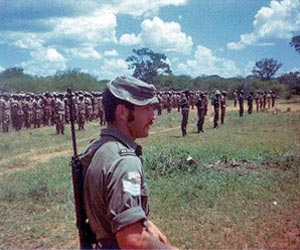
Observator neozeelandez la un punct de întâlnire al ZIPRA (1980)

Războiul s-a încheiat cu un impas militar. Totuși, compromisul politic obținut a fost mai avantajos pentru naționaliștii de culoare, în special celor asociați cu liderul ZANU, Robert Mugabe. Mugabe însuși a declarat într-un interviu publicat pe 28 aprilie 1980 pentru New York Times că „nu am obținut o victorie militară... Am obținut un acord politic... Un compromis”.
În timpul alegerilor din 1980, gherilele lui Mugabe au fost acuzate că au intimidat votanții și nu au respectat condițiile impuse prin Tratatul de la Lancaster House care specifica stabilirea acestora în niște locuri special desemnate. De asemenea, observatorii internaționali și lordul Soames au fost acuzați că au ignorat aceste fapte. Armata rhodesiană au luat în considerare o lovitură de stat în martie 1980. Planul ar fi fost împărțit în două etape: Operațiunea Quartz, atacuri strategice împotriva gherilelor staționate pe teritoriul țării, respectiv Operațiunea Hetic, asasinarea lui Mugabe și a ajutoarelor sale.
Totuși, în ciuda actelor de intimidare a votanților de către membrii ZANLA, sprijinul venit din partea unor secțiuni mari ale populației de culoare pentru Mugabe nu puteau fi ignorate. Mai mult, absența clară a oricărui sprijin străin pentru o astfel de lovitură de stat și conflagrația inevitabilă care i-ar fi urmat și ar fi aruncat țara în haos au dus la abandonarea acestui plan.
Alegerile organizate la începutul anului 1980 au fost câștigate de Mugabe. Acesta a devenit prim-ministru după ce ZANU-PF a primit 63% din voturi. Începând din 16 martie 1980, toate forțele Commonwealth-ului au părăsit țara, cu excepția a 40 de instructori militari care au rămas temporar pentru a pregăti noua armată. Colonia a fost redenumită Zimbabwe, iar pe 18 aprilie 1982, guvernul a schimbat numele capitalei din Salisbury în Harare.

## Urmări
Conform statisticilor guvernului rhodesian, mai mult de 20.000 de persoane și-au pierdut viața pe parcursul conflictului. Din decembrie 1972 până în decembrie 1979, 1.120 soldați ai armatei Rhodesiei au fost uciși și 10.050 de revoluționari de culoare în Rhodesia, respetiv un număr necunoscut în Mozambic și Zambia; 7.790 de civili de culoare și 468 de civili europeni.
După ce a preluat puterea, Robert Mugabe a contribuit la consolidarea puterii sale, formând o coaliție guvernamentală cu rivalii săi din ZAPU și minoritatea albă. Armata rhodesiană a fost unită cu gherilele pentru a forma Armata Zimbabweului, iar poliția rhodesiană cu trupele ZANLA și ZIPRA.
În acest context, Mugabe a oscilat între păstrarea coaliției și aplicarea măsurilor sociale pe care le-a promis alegătorilor săi. Conflicte între ZANLA și ZIPRA au avut loc pe parcursul anilor 1980 și 1981. În februarie 1982, Mugabe l-a concendiat pe Nkomo din cabinetul său și a declanșat conflicte între susținătorii ZAPU în regiunile populate de triburile Ndebele și ZANU. Între 1982 și 1985, armata a comis o serie de masacre cunoscute astăzi drept Gukurahundi în regiunile Matabeleland și Midlands.
A cincea brigadă a armatei Zimbabweului a fost trimisă să distrugă mișcarea de rezistență din Matabeleland. Jurnalistul german Shari Eppel estimează că aproximativ 20.000 de locuitori au fost uciși în primii ani de după război.
Conflictele violente dintre ZANLA și ZIPRA au continuat până în 1987. În decembrie 1987, cele două grupuri au ajuns la un acord în baza căruia s-a constituit un partid comun sub denumirea de ZANU–PF, condus de Mugabe. Acesta din urmă a devenit președinte în aceeași lună. Dincolo de granițele Zimbabweului, războiul civil din Rhodesia a contribuit la inițierea războiului civil din Mozambic (1977-1992). În acest conflict și-au pierdut viața peste un milion de persoane.